# Tess, la de los d'Urberville
Tess, la de los d'Urberville, también traducida al español como Tess d' Urberville y Tess de los d'Urberville (título original en inglés, Tess of the d'Urbervilles: A Pure Woman Faithfully Presented, literalmente "Tess de los d'Urberville: una mujer pura fielmente presentada") es una novela del autor inglés Thomas Hardy, publicada por vez primera en 1891. Inicialmente apareció en una versión censurada y por entregas, publicada por el periódico ilustrado británico, The Graphic. Se trata de la penúltima novela de Hardy. Aunque hoy está considerada una obra importante de la literatura en inglés, el libro recibió críticas diversas cuando apareció por primera vez, en parte debido a que desafiaba las costumbres sexuales de la época. El manuscrito original se encuentra expuesto en la Biblioteca Británicacon el título Daughter of the d'Urbervilles, esto es, Hija de los d'Urberville. En 2003, la novela se incluyó con el número 26 en la encuesta The Big Read de la BBC.

## Trama

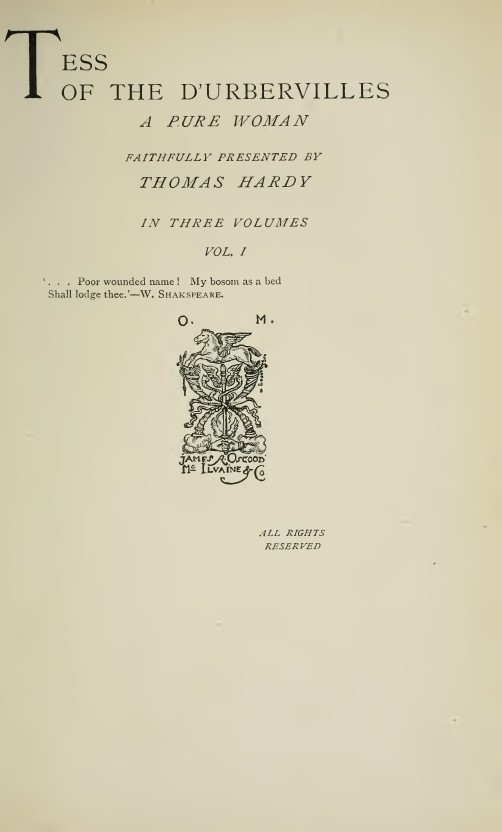
Tess d'Urbervilles

### Primera parte: La doncella
La novela se ambienta en el empobrecido y rural Wessex durante la Gran Depresión de 1873. Tess es la hija mayor de John y Joan Durbeyfield, campesinos de escasa educación. Un día, el pastor Tringham informa a John de que tiene sangre noble. Tringham ha descubierto que "Durbeyfield" es una corrupción de "d'Urberville", el apellido de una noble familia normanda que actualmente está extinta. La noticia se le sube a John a la cabeza. Los padres de Tess la presionan para que vaya a la mansión cercana donde viven los D´Urberville ricos, para presentarse como pariente y así obtener beneficios de ellos. 
El padre de Tess, encantado al descubrir su noble linaje, se emborracha demasiado como para ir al mercado esa noche, así que Tess emprende el viaje sola. Sin embargo, se duerme con las riendas en la mano, y el único caballo de la familia choca con un carro más rápido y queda fatalmente herido. La sangre se derrama por todo su vestido blanco, un símbolo de los próximos y desagradables acontecimientos. Tess se siente tan culpable por la muerte del caballo, que es el medio de mantenimiento de la familia, que accede finalmente al pedido de sus padres de visitar a la señora d'Urberville, una rica viuda que vive en la cercana ciudad de Trantridge, para pedirle trabajo, sabiendo que es un error. Lo que nadie sabe es que el esposo de la señora d'Urberville, Simon Stoke, compró el título baronial y adoptó el nuevo apellido, por lo tanto estos d´Urberville no son parientes de Tess.
Tess no logra conocerla, pero sí a su libertino hijo Alec, que se siente atraído por Tess y le consigue un puesto cuidando las aves de corral en la finca de los d'Urberville. Inmediatamente empieza a insinuarse. A Tess no le gusta Alec y lo rechaza verbalmente pero soporta sus persistentes atenciones no deseadas, sintiendo que no tiene elección. Una noche mientras regresa a casa con otros pueblerinos de Trantridge Alec llega y se ofrece a acompañarla. Pero no la lleva a casa, sino que cabalga por la niebla y la viola. 

### Segunda parte: Nunca más doncella (12–15)
Tess regresa a casa de sus padres y permanece la mayor parte del tiempo en su habitación. Al verano siguiente, da a luz a un niño enfermizo, que vive solo unas semanas. La última noche de su vida, Tess lo bautiza ella sola, después de que su padre cierre las puertas para mantener lejos al párroco. Dan al niño el nombre de 'Sorrow', que significa "Pena". Tess entierra a Sorrow en terreno sin consagrar, hace una cruz casera y pone flores en su tumba en un bote de mermelada vacío.

### Tercera parte: La recuperación (16–24)
Más de dos años después de la debacle de Trantridge, Tess, ahora de 20 años, está preparada para empezar de nuevo. Busca empleo fuera del pueblo, donde no se sepa su pasado, y logra uno como lechera en Talbothays Dairy, trabajando para los señores Crick. Allí se hace amiga de otras tres lecheras, Izz, Retty y Marian, y se reencuentra con Angel Clare, quien es entonces un aprendiz de granjero y ha ido a Talbothays para aprender el manejo de la lechería. Aunque las otras lecheras están enfermas de amor por él, Angel pronto distingue a Tess, y los dos se enamoran poco a poco.

### Cuarta parte: La consecuencia (25–34)
Angel pasa unos pocos días lejos de la lechería visitando a su familia en Emminster. Sus hermanos Felix y Cuthbert, ambos ministros ordenados, se dan cuenta de las maneras ásperas de Angel, mientras Angel considera a sus hermanos aburridos y estrechos de miras. Tras los rezos vespertinos, Angel habla de sus perspectivas de matrimonio con su padre. Los Clare llevan años esperando que Angel se case con Mercy Chant, una piadosa maestra de escuela, pero Angel argumenta que una esposa que conoce la vida de la granja sería una elección más práctica. Habla a sus padres de Tess, y acceden a conocerla. Su padre, el reverendo James Clare, habla a Angel sobre sus esfuerzos por convertir a la población local, y menciona su incapacidad de domar a un joven bribón llamado Alec d'Urberville.
Angel vuelve a Talbothays Dairy y le pide a Tess que se case con él. Esto plantea a Tess un doloroso dilema: Angel obviamente cree que es virgen y, aunque no quiere engañarlo, se resiste a confesar por no perder su amor y admiración. Es tal su pasión por él que finalmente ella se muestra conforme con el matrimonio, explicándole que ella dudó debido a que ella oyó que él odiaba a las familias antiguas y creyó que no aprobaría su linaje d'Urberville. Sin embargo, él se muestra encantado con esta noticia, porque cree que hará su emparejamiento más adecuado a ojos de su familia.
Al acercarse la boda, Tess se preocupa cada vez más. Escribe a su madre pidiendo consejo; Joan le dice que calle el pasado. Su ansiedad se incrementa cuando un hombre de Trantridge, llamado Groby, la reconoce mientras que ella compra con Angel y crudemente se refiere a su historia sexual. Angel lo oye y se enoja de una manera bastante impropia de él. Tess decide no seguir engañándole, y escribe una carta contando lo ocurrido con d'Urberville y se la pasa debajo de la puerta. Después Angel la saluda con su afecto habitual a la mañana siguiente, ella descubre la carta bajo la alfombra y se da cuenta de que no la ha visto, y ella la destruye.
La boda transcurre bien aunque hay un mal presagio con un gallo cacareando por la tarde. Tess y Angel pasan su noche de bodas en una vieja mansión de la familia d'Urberville, donde Angel regala a su novia con algunos bellos diamantes que pertenecieron a su madrina y confiesa que una vez tuvo un breve lío con una mujer mayor en Londres. Cuando ella oye esta historia, Tess se siente segura de que Angel perdonará su propia historia, y finalmente le dice lo que Alec le hizo.

### Quinta parte: La mujer paga (35–44)
Angel, sin embargo, queda impresionado por la revelación, y pasa la noche de bodas en el sofá. Tess, desolada, acepta la repentina tirantez como algo que ella se merece. Tras unos días incómodos, horribles, ella sugiere que se separen, diciendo que ella volverá con sus padres. Angel le da algo de dinero y le promete que intentará reconciliarse con su pasado, pero la advierte que no intente reunirse con él hasta que él la llame. Después de una breve visita a sus padres, Angel se embarca hacia Brasil para empezar una nueva vida. Antes de irse, se encuentra con Izz Huett en la carretera e impulsivamente le pide que se vaya a Brasil con él, como su amante. Ella lo acepta, pero cuando él la pregunta cuánto lo ama, ella admite "¡Nadie puede amarte más de lo que te quiso Tess! Ella habría dado su vida por ti. ¡Yo no podría hacer más!" Al oír esto, él abandona su capricho e Izz se marcha a casa llorando amargamente.
Tess vuelve a casa durante un tiempo pero, encontrándolo insoportable, decide unirse a Marian en una granja llamada Flintcomb-Ash; más tarde se les une Izz. En la carretera, un granjero llamado Groby, el mismo que la despreció frente a Angel, la reconoce y la insulta; este hombre resulta ser su nuevo empleador. En la granja, las tres anteriores lecheras desarrollan tareas físicamente muy duras.
Un día, Tess intenta visitar a la familia de Angel en la parroquia de Emminster. Al acercarse, encuentra a los mojigatos hermanos de Angel y la mujer con la que sus padres confiaron que se casaría, Mercy Chant. No la reconocen, pero les oye hablar del imprudente matrimonio de Angel. Avergonzada, da la vuelta. Oye a un predicador errante y queda asombrada al descubrir que es Alec d'Urberville, que se ha convertido al metodismo bajo la influencia del reverendo James Clare.

### Quinta parte: El converso (45–52)
El encuentro afecta tanto a Alec como a Tess. Él le ruega que no vuelva a tentarlo, mientras permanecen junto a un monumento de piedra de mal agüero llamada la Cruz-en-la-Mano. Sin embargo, Alec pronto va a Flintcomb-Ash para pedirle a Tess que se case con él. Ella le dice que ya está casada. Él regresa para la Candelaria y de nuevo a principios de la primavera, cuando Tess trabaja duro alimentando una trilladora. Le dice que ya no es un predicador y quiere que ella se quede con él. Cuando él insulta a Angel ella lo abofetea, haciendo sangre. Tess descubre entonces por su hermana, Liza-Lu, que su padre, John, está enfermo y que su madre está muriéndose. Tess se apresura a ir a casa para cuidarlos. Su madre se recupera pronto, pero su padre muere inesperadamente.
Expulsan a la familia de su casa, pues Durbeyfield solo tenía un arriendo vitalicio sobre su cottage. Alec le dice a Tess que su esposo no regresará jamás y ofrece albergar a los Durbeyfields en su finca. Tess rechaza su ayuda. Había escrito a Angel una carta al estilo de los salmos, llena de amor, en la que le pide misericordia; ahora, sin embargo, admite finalmente que Angel la ha tratado mal, y le escribe una nota diciendo que hará todo lo posible por olvidarlo.
Los Durbeyfields planean arrendar algunas habitaciones en la ciudad de Kingsbere, la casa ancestral de los d'Urbervilles, pero cuando llegan descubren que ya las ha alquilado otra familia. Se refugian en una iglesia, en la que entra Tess y en el d'Urberville Aisle, reaparece Alec y de nuevo molesta a Tess. Desesperada, ella mira a la puerta de la cripta d'Urberville y se pregunta en alto "¿Por qué estoy en el lado equivocado de esa puerta?"
Al mismo tiempo, Angel ha estado muy enfermo en Brasil y, habiendo fracasado en su empresa agrícola, vuelve a Inglaterra. En el camino, confía sus preocupaciones a un extraño, quien le dice que hizo mal al abandonar a su esposa; lo que ella fuera en el pasado debería importar menos que aquello en lo que pudiera convertirse. Angel empieza a arrepentirse de cómo trató a Tess.

### Séptima parte: Culminación (53–59)
A su regreso a la casa familiar, Angel tiene dos cartas esperándolo: la enojada nota de Tess y unas pocas líneas crípticas de "dos admiradores" (Izz y Marian), advirtiéndolo que proteja a su esposa de "un enemigo en forma de amigo." Sale en busca de Tess y al final encuentra a Joan, ahora bien vestida y viviendo en un agradable cottage. Después de responder con evasivas a sus preguntas, finalmente le dice que su hija se ha ido a vivir a Sandbourne, un lugar costero de moda. Allí, descubre a Tess viviendo en una cara casa de huéspedes bajo el nombre de "señora d'Urberville." Cuando pregunta por ella, aparece en un atuendo sorprendentemente elegante y permanece distante. Tiernamente le pide perdón, pero Tess, angustiada, le dice que ha llegado demasiado tarde; creyendo que él no volvería nunca, al final se rindió a la persuasión de Alec d'Urberville y se ha convertido en su amante. Dulcemente le pide a Angel que se vaya y no regrese jamás. Se marcha, y Tess vuelve a su habitación, donde se arrodilla y comienza una lamentación. Culpa a Alec por hacerle perder el amor de Angel por segunda vez, acusando a Alec de haber mentido cuando dijo que Angel nunca volvería a por ella.
La casera, señora Brooks, intenta escuchar a través de la cerradura, pero se retira apresuradamente cuando la discusión se enciende aún más. Más tarde ve a Tess dejar la casa, luego se da cuenta de una mancha roja que se va extendiendo, una mancha de sangre, en el techo. Pide ayuda, y encuentra a Alec apuñalado en la cama.
Angel, totalmente desanimado, ha abandonado Sandbourne; Tess se apresura detrás de él y le dice que ha matado a Alec, diciendo que esperaba haber obtenido su perdón asesinando al hombre que arruinó a los dos. Angel no la cree al principio, pero le concede su perdón — como ella está en un estado tan febril — y le dice que la ama. Más que encaminarse a la costa, caminan tierra adentro, planeando vagamente esconderse en algún lugar hasta que terminara la búsqueda de Tess y puedan irse al extranjero desde un puerto. Encuentran una mansión vacía y permanecen allí durante cinco días en una bendita felicidad, hasta que la señora de la limpieza descubre su presencia un día.
Siguen caminando y, en medio de la noche, van a dar a Stonehenge donde Tess se tumba a descansar en un viejo altar. Antes de dormirse, le pide a Angel que cuide de su hermana menor, Liza-Lu, diciendo que confía en que Angel se casará con ella después de que Tess muera. Al amanecer, Angel ve que la policía los rodea. Finalmente se da cuenta de que Tess realmente ha cometido un asesinato y pide a los hombres, en un susurro, que le dejen despertarla naturalmente antes de que la arresten. Cuando ella abre los ojos y ve a la policía, le dice a Angel que está "casi contenta" porque "ahora no viviré para que me desprecies". Sus últimas palabras son "estoy preparada".
Escoltan a Tess hasta la prisión de Wintoncester (Winchester). La novela se cierra con Angel y Liza-Lu mirando desde una colina cercana a la bandera negra que anuncia la ejecución de Tess alzándose sobre la prisión. Angel y Liza-Lu unen entonces sus manos y siguen su camino.

## Simbolismo y temas
La escritura de Hardy a menudo ilustra el "dolor del modernismo", y este tema es notable en Tess, que, como un crítico ha señalado, retrata "la energía de las formas de vida tradicionales y las fuerzas que las están destrozando". Hardy describe la maquinaria de granja moderna con infernal imaginería; también, en la lechería, señala que la leche enviada a la ciudad debe ser aguada porque la gente de ciudad no puede tolerar la leche entera. El comportamiento quisquilloso de clase media de Angel le hace rechazar a Tess, una mujer a la que Hardy a menudo retrata como una especie de Eva de Wessex, en armonía con el mundo natural. Cuando se aleja de ella y se marcha a Brasil, el guapo joven enferma tanto que se ve reducido a un "mero esqueleto amarillo". Todos estos acontecimientos son típicamente interpretados como indicativo de las consecuencias negativas de la separación del hombre de la naturaleza, tanto en la creación de maquinaria destructiva y en la incapacidad para disfrutar en la pura naturaleza. En Hardy, los "personajes más amables son aquellos que han vivido lejos de las ciudades, en medio de una apacible vida rural y negándose a desafiar a los espíritus coléricos que destruyen la vida".
Sin embargo, el crítico marxista Raymond Williams en The English Novel From Dickens to Lawrence ("La novela inglesa desde Dickens hasta Lawrence") cuestiona la identificación de Tess con un campesinado destruido por el industrialismo. Tess no es campesina, es un miembro educado en la escuela de la clase trabajadora rural: sufre una tragedia al ser frustrada, en sus aspiraciones de superación social y su deseo para una vida buena (en la cual hay amor y sexo), no por el "industrialismo" sino por la burquesía terrateniente (Alec), el idealismo liberal (Angel) y el moralismo cristiano en el pueblo de su familia (véase capítulo LI). También Robert Barnard ha señalado que en Hardy no es solo la ciudad, personificada en Alec d'Urberville, quien provoca los desastres, sino igualmente "las corrientes intelectuales del momento" encarnadas en Angel Clare, "que también influye perniciosamente en la vida de Tess".
Otro tema importante de la novela es la doble moral sexual del que Tess es víctima; a pesar de ser, desde el punto de vista de Hardy, verdaderamente una buena mujer, la sociedad la desprecia después de haber perdido la virginidad sin casarse. Hardy hace el papel de único amigo y abogado de Tess, y por ello subtitula el libro "una mujer pura presentada fielmente" y con un prefacio de las palabras de Shakespeare de Los dos hidalgos de Verona: "¡Pobre nombre herido! ¡Mi pecho es como una cama/ Te alojará." Sin embargo, aunque Hardy claramente pretende criticar las nociones victoriana de pureza femenina, el doble estándar también hace posible la tragedia de la heroína, y así sirve como un mecanismo del destino más amplio de Tess. Hardy apunta variadamente que Tess debe sufrir bien para expiar los malos comportamientos de sus antepasados, o para proporcionar un entretenimiento temporal a los dioses, o porque ella posee algún pequeño pero letal defecto de carácter heredado del antiguo clan.
De numerosas referencias paganas y neo-bíblicas realizadas sobre ella, Tess ha sido considerada diversamente como una diosa de la Tierra o como una víctima sacrificial. Al principio de la novela, participa en una fiesta por Ceres, la diosa de la cosecha, y cuando ella imparte un bautismo elige un pasaje del Génesis, el libro de la creación, en lugar de los versos más tradicionales del Antiguo Testamento. Al final, cuando Tess y Angel llegan a Stonehenge, que en época de Hardy se creía que era un templo pagano, ella voluntariamente se tumba en el altar, completando así su destino como un sacrificio humano.
Este simbolismo puede ayudar a explicar a Tess como una personificación de la naturaleza — encantadora, fecunda, y explotable — mientras que la imaginería animal a lo largo de la novela fortalece la asociación. Son numerosos los ejemplos: los infortunios de Tess empiezan cuando ella se duerme mientras lleva a Prince al mercado, causando así la muerte del caballo; en Trantridge, se convierte en guardadora de aves de corral; ella y Angel se enamoran entre vacas en el fértil valle de Froom; y en la carretera a Flintcombe-Ashe, mata a algunos faisanes heridos para poner fin a su sufrimiento. En cualquier caso, Tess emerge como un personaje no porque tenga un simbolismo, sino porque "los sentimientos de Hardy por Tess fueron fuertes, quizá más que ninguno de sus otros personajes inventados".
El próximo diálogo entre Tess y su madre muestra la dimensión del tabú del tema sexual para con las mujeres, cómo se mantenía a las jóvenes en la ignorancia del tema y la moral de la sociedad. 
Tess: -"¿Por qué no me dijiste que era peligroso?, ¿Por qué no me lo advertiste?".   
Madre: -"Las mujeres no tienen de qué protegerse porque leen libros que les dicen cómo".

## Tessen la cultura popular
- Tess, la de los d'Urberville aparece mencionada hacia el final de la pequeña historia de fantasmas de M. R. James titulada "The Mezzotint" (1904).
- Once upon a time in Hollywood

de Quentin Tarantino hace referencia al libro cuando Sharon Tate tiene la intención de comprarlo como regalo para Roman Polanski. Ella y el librero halagan la obra en una breve conversación. 
- El poeta anglo-galés Edward Thomas (1878 – 1917) hace una referencia a Tess, la de los d'Urberville en su poema "Man and Dog".
- John Knowles menciona a Tess, la de los d'Urberville en su novela "A Separate Peace" (1959).
- Art Garfunkel llamó a su primer álbum en solitario, después de su etapa Simon & Garfunkel Angel Clare (1973) por el personaje del mismo nombre.
- Los cómicos británicos Monty Python mencionan a Tess, la de los d'Urberville en su álbum de 1973 Monty Python's Matching Tie and Handkerchief en el corte "Novel Writing", en el que Thomas Hardy escribe El regreso del nativo ante una audiencia en vivo.
- En la novela de John Irving Una oración por Owen (1989) aparece el narrador, John, enseñando Tess, la de los d'Urberville a estudiantes de instituto.
- El escritor estadounidense Christopher Bram escribió una novela titulada In Memory of Angel Clare ("En memoria de Angel Clare", 1989).
- Bea Aguilar escoge la novela durante su visita al Cementerio de los Libros Olvidados, en el libro La Sombra del Viento (2001), de Carlos Ruiz Zafón.
- El escritor de canciones inglés Nigel Blackwell ha colocado una serie de referencias a la novela en varias canciones, incluyendo una titulada "Thy Damnation Slumbereth Not" del álbum Cammell Laird Social Club (2002). La Editor's Recommendation de E.P. también incluye las letras "the serpent often hisses where the sweet birds do sing" y "my hands are stained with thistle milk" en las canciones "On Passing Lilac Urine" y "Lark Descending", respectivamente.
- Mencionan a Tess, la de los d'Urberville en la película Party Monster (2003).
- Margaret Atwood hace referencia a Tess, la de los d'Urberville en su cuento "My Last Duchess", publicado en Moral Disorder (2006).
- El escritor inglés David Nicholls hace mención de una cita de Tess, la de los d'Urberville en su novela "One Day" (Siempre el mismo Día) de 2009.
- La canción de Third Eye Blind "Summer Town", contenida en su álbum Ursa Major de 2009, se refiere a "Nabokov, Miller, y Tess" como la ficción favorita del protagonista de la canción.
- Mary alude a Tess, la de los d'Urberville durante el especial de Navidad de 2011 de "Downton Abbey".
- La autora inglesa E. L. James menciona Tess, la de los d'Urberville a lo largo de la trilogía "Cincuenta sombras de Grey" (2011).
- El grupo de metalcore Ice Nine Kills se inspiró en la novela para escribir la canción "Tess-Timony", en su álbum Every Trick in the Book (2015).

## Adaptaciones

### Teatro
El propio Hardy eligió a Gertrude Bugler, una muchacha de Dorchester de los Hardy Players originales, para interpretar a Tess en la primera adaptación teatral de la novela; incluso escribió el guion en 1924. Los Hardy Players (hoy reconstruidos en 2005 por Norrie hermana de Bugler) fue un grupo aficionado de Dorchester que representaron las novelas de Hardy. Bugler fue muy aplaudida, pero se le impidió acceder a los escenarios londinenses en parte por la esposa de Hardy, Florence Dougdale, que se sentía celosa de ella; Hardy había dicho que la joven Gertrude era la verdadera encarnación de la Tess que él había imaginado. Años antes de escribir la novela, Hardy se había sentido inspirado por la belleza de su madre Augusta Way, entonces una lechera de dieciocho años, cuando visitó la granja del padre de Augusta en Bockhampton. Hardy la recordó cuando escribió esta novela. Cuando Hardy vio a Bugler (ensayaba con los Hardy Players en el hotel que gestionaban los padres de ella), inmediatamente la reconoció como la joven imagen de la entonces mayor Augusta.
La novela fue también adaptada con éxito para el escenario en tres ocasiones.
- 1897: una producción de Lorimer Stoddard supuso un gran éxito en Broadway para la actriz Minnie Maddern Fiske, fue repuesta en 1902, y posteriormente rodada en cine por Adolph Zukor en 1913, protagonizada por Mrs. Fiske, de la que no queda copia alguna.
- 1946: una adaptación del dramaturgo Ronald Gow triunfó en el West End protagonizada por Wendy Hiller.
- 2007: Tess, The New Musical (una ópera rock) con letra, música y libreto de Annie Pasqua y Jenna Pasqua se estrenó en NYC.
- 2010: Tess, a new rock opera es una Next Link Selection oficial en el Festival de Teatro Musical de Nueva York con música, letra y libreto de Annie Pasqua y Jenna Pasqua.
- 2012: Tess of the d'Urbervilles se ha producido como pieza de teatro musical por el Youth Music Theatre del Reino Unido como parte de su temporada de verano.

### Ópera
1906: una versión operística en italiano escrita por Frederic d'Erlanger fue interpretada por vez primera en Nápoles, pero la temporada fue recortada debido a la erupción del monte Vesubio. Cuando la ópera fue a Londres tres años después, el propio Hardy acudió al estreno, a los 69 años de edad.

### Cine
La historia también ha sido filmada al menos siete veces, incluyendo tres de lanzamiento general en cines y cuatro producciones para la televisión.
- Cine
  - 1913: La versión muda "perdida", anteriormente mencionada (teatro) protagonizada por Minnie Maddern Fiske como Tess y el nacido escocés David Torrence como Alec.[12]
  - 1924: Otra versión muda perdida realizada con Blanche Sweet (Tess), Stuart Holmes (Alec) y Conrad Nagel (Angel).[13]
  - 1979: La película de Roman Polanski Tess con Nastassja Kinski (Tess), Leigh Lawson (Alec) y Peter Firth (Angel).[14]
  - 1996: La película de Rajiv Kapoor Prem Granth con Madhuri Dixit, Rishi Kapoor y Shammi Kapoor en los papeles protagonistas. Fue un fracaso comercial.
  - 2011: Michael Winterbottom rodó la historia en una ambientación india del siglo XXI, Trishna con Freida Pinto y Riz Ahmed.[15]

- Televisión
  - 1952: BBC TV, dirigida por Michael Henderson y protagonizada por Barbara Jefford (Tess), Michael Aldridge (Alec) y Donald Eccles (Angel).[16]
  - 1960: ITV, ITV Play of the Week, "Tess", dirigida por Michael Currer-Briggs y protagonizada por Geraldine McEwan (Tess), Maurice Kaufmann (Alec) y Jeremy Brett (Angel).[17]
  - 1998: Miniserie de tres horas de London Weekend Television Tess of the D'Urbervilles, dirigida por Ian Sharp y protagonizada por Justine Waddell (Tess), Jason Flemyng (Alec) y Oliver Milburn (Angel), este último nacido además en Dorset.[18]
  - 2008: Una adaptación de cuatro horas hecha por la BBC, escrita por David Nicholls, retransmitida en el Reino Unido en septiembre y octubre de 2008 (en cuatro partes),[19] y en los Estados Unidos en la serie de la PBS Masterpiece Classic en enero de 2009 (en dos partes).[20] El elenco incluía a Gemma Arterton (Tess), Hans Matheson (Alec), Eddie Redmayne (Angel), Ruth Jones (Joan), Anna Massey (señora d'Urberville) y Kenneth Cranham (reverendo James Clare).[21][22]